# Chà là
Chà là (danh pháp khoa học: Phoenix dactylifera) là loài đặc trưng trong chi Chà là thuộc họ Cau, là loài được trồng để lấy quả. Mặc dù xuất xứ ban đầu của nó không được biết rõ do nó được trồng trọt trong thời gian dài, nhưng có lẽ nó xuất phát từ các đảo thuộc vịnh Ba Tư. Đây là loài cây có kích thước trung bình cao khoảng 15-25m, có thân thẳng hoặc mọc ra nhiều thân từ gốc. Lá dài 3–5 m, với nhiều sóng/cọng tỏa ra (khoảng 150), các cọng này dài khoảng 30 cm và rộng 2 cm.

## Sản xuất
| 10 quốc gia sản xuất chà là hàng đầu trên toàn thế giới vào năm 2018 (tính theo 1.000 tấn)* | 10 quốc gia sản xuất chà là hàng đầu trên toàn thế giới vào năm 2018 (tính theo 1.000 tấn)* | 10 quốc gia sản xuất chà là hàng đầu trên toàn thế giới vào năm 2018 (tính theo 1.000 tấn)* |
| ------------------------------------------------------------------------------------------- | ------------------------------------------------------------------------------------------- | ------------------------------------------------------------------------------------------- |
| Ai Cập                                                                                      | 1.562,17                                                                                    |                                                                                             |
| Ả Rập Xê Út                                                                                 | 1.302,86                                                                                    |                                                                                             |
| Iran                                                                                        | 1.204,16                                                                                    |                                                                                             |
| Algeria                                                                                     | 1.094,70                                                                                    |                                                                                             |
| Iraq                                                                                        | 614.58                                                                                      |                                                                                             |
| Pakistan                                                                                    | 471.67                                                                                      |                                                                                             |
| Sudan                                                                                       | 440.87                                                                                      |                                                                                             |
| Oman                                                                                        | 368.81                                                                                      |                                                                                             |
| Các Tiểu vương quốc Ả Rập Thống nhất                                                        | 345.12                                                                                      |                                                                                             |
| Tunisia                                                                                     | 241.33                                                                                      |                                                                                             |
| Thế giới                                                                                    | 8.384.286                                                                                   |                                                                                             |
| Nguồn: Tổ chức Lương thực và Nông nghiệp Liên Hợp Quốc (FAO)                                |                                                                                             |                                                                                             |
| *Ước tính của FAO. Số được làm tròn.                                                        |                                                                                             |                                                                                             |

## Biểu tượng

### Văn hóa

Quốc huy Ả Rập Xê Út có biểu tượng hình cây chà là.

Danh pháp thực vật Phoenix dactylifera có ý nghĩa quan trọng trong thời kỳ đầu của Do Thái giáo và sau đó là trong Cơ đốc giáo, một phần vì cây được trồng nhiều làm nguồn thực phẩm ở Palestine cổ đại. Trong văn hóa người Hồi giáo, chà là và sữa chua hoặc sữa truyền thống là những thực phẩm đầu tiên được tiêu thụ cho Iftar sau khi mặt trời lặn trong tháng Ramadan.

### Tôn giáo
Chà là đã được nhắc đến hơn 50 lần trong Kinh thánh và 20 lần trong Kinh Qur'an. Nhiều học giả Do Thái tin rằng tham chiếu từ "mật ong" trong Kinh Thánh ngụ ý về "một vùng đất chảy đầy sữa và mật" (Xuất Ê-díp-tô Ký chương 3) thực sự là ám chỉ đến "mật ngọt" của chà là, chứ không phải mật ong.
Theo Kinh Qur'an, Maria được cho là đã sinh ra Chúa Giêsu dưới cây chà là, và tương tự, chà là được khuyên dùng cho phụ nữ mang thai.
Trong Kinh thánh, cây cọ (cũng được biết là cây kè - Palms) được coi là biểu tượng của sự thịnh vượng và chiến thắng. Trong Thi thiên 92:12 có nhắc "Người công bình sẽ nảy nở như cây kè". Cành cọ xuất hiện như một biểu tượng trong điêu khắc trang trí Đền thờ Do Thái thứ hai ở Jerusalem, trên đồng tiền Do Thái, và trong điêu khắc của giáo đường Do Thái. Chúng cũng được sử dụng làm vật trang trí trong Lễ Lều Tạm. Những cành cọ nằm rải rác trước Chúa Giê-su khi Ngài tiến vào Giê-ru-sa-lem vào Chúa nhật Lễ Lá.